# Sovinjska Brda
Sovinjska Brda is een plaats in de gemeente Buzet in de Kroatische provincie Istrië. De plaats telt 35 inwoners (2001).